# Ton Greten
Ton Greten ist ein niederländischer Tänzer, Tanzsporttrainer und Choreograph vieler Tanzsportler. Er ist auch als Wertungsrichter tätig.
Mit seiner Partnerin Mary-Ann van Vliet tanzte er von 1994 bis 1997 als Profi. 1994 und 1996 bis 1998 waren sie Finalteilnehmer der Kür bei den Weltmeisterschaften der Profis im lateinamerikanischen Tänzen. Seit April 2010 ist Ton Greten als Choreograph und Trainer beim ehemaligen Aachener TSC Blau-Silber bzw. dessen Nachfolgeverein, dem TSC Schwarz-Gelb Aachen tätig.
Greten ist Referent bei dancing24.com und hat bei Casa Musica CDs mit tanztypischen Trainingsrhythmen veröffentlicht.

## Erfolge
- Rising Star Champion bei den Deutschen, Französischen, und US Open
- Fünfmal Finalist World Championship South American Show Dance
- 3. Platz Worldcup & Europe Cup
- Benelux Champion
- Finalist French, Dutch Open, German Open und Italian Open
- Diverse Male Grand Prix Champion der Niederlande